# Preghiera a san Michele

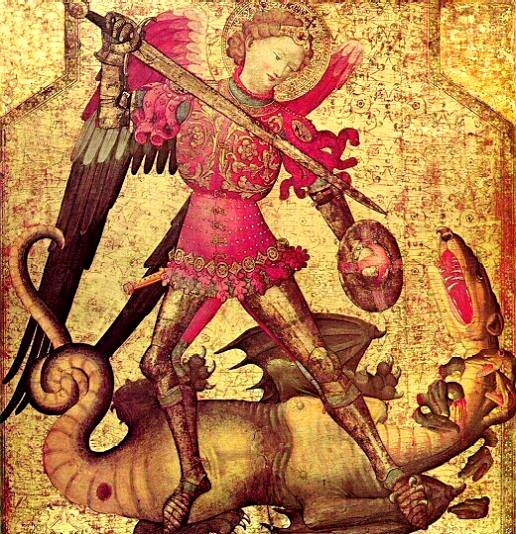
San Michele mentre vince e uccide il drago (Satana) in una miniatura spagnola del primo quarto del XV secolo.

La preghiera a san Michele Arcangelo è un insieme di preghiere della tradizione cristiana cattolica.

## Storia
Nel XVII secolo, Paolo V promulgò il Messale romano che conteneva il De exorcizandis obsessiis a daemonio.
Il 13 ottobre 1884 papa Leone XIII avrebbe avuto una visione - al termine della Messa in Vaticano - nella quale il Maligno minacciava la Chiesa: subito dopo aveva composto la preghiera (in forma estesa), raccomandando che fosse recitata al termine di ogni messa, oltre ad inserirla nella raccolta degli esorcismi.
Nel 1886 ciò divenne una legge interna alla Chiesa e la preghiera a san Michele in forma abbreviata fu inserita insieme alle Preci leonine, da recitare al termine delle messe non cantate. La preghiera continuò ad essere recitata fino al 26 settembre 1964, quando, con la riforma liturgica seguita al Concilio Vaticano II, l'istruzione "Inter oecumenici" n.48, § j, decretò: "...le preghiere leoniane sono soppresse".
Solo il sacerdote, autorizzato, può recitare l'esorcismo in casi di presunta possessione; i fedeli possono pregare con la preghiera delle Preci Leonine, ma non è efficace se la possessione è già avvenuta. L'esorcismo può essere compiuto solo se si è in grazia di Dio, quindi se ci si è confessati bene e non c'è stato un peccato mortale (o grave) da allora.
Papa Leone XIII è autore del De exorcismis et supplicationibus quibusdam, raccolta di esorcismi, fra i quali rientra l'Exorcismus in Satanam et Angelos Apostaticos, uno dei più potenti: nella prima parte, il papa inserì la Preghiera a San Michele, invocato come "Principe gloriosissimo delle milizie celesti", come "custode e patrono della Santa Chiesa".
Abbiamo quindi tre versioni:
- originale estesa nell'Exorcismus in Satanam et Angelos Apostaticos di Leone XIII[3][4];
- forma breve nelle Preci Leonine (Rituale romano del 1884) di Leone XIII;
- esorcismo dopo il Vaticano II.

L'esorcismo contiene la profezia secondo la quale il demonio e i suoi adoratori prenderanno il controllo del papato (sede di Pietro [apostolo, primo papa] e la Cattedra della Verità) da un certo punto in avanti nella storia, ma senza mai riuscire a prevalere su essa.

## La reintroduzione della preghiera nel 2018
A seguito dello scandalo a sfondo sessuale coinvolgente diversi membri dell'episcopato e del clero, Papa Francesco ha chiesto ai fedeli di tutto il mondo di recitare quotidianamente per tutto il mese di ottobre il Santo Rosario alla Beata Vergine Maria - unitamente al digiuno e alla penitenza come già richiesto nella "Lettera al Popolo di Dio" del 20 agosto 2018 - per la protezione della Chiesa da Satana, il "Grande Accusatore", concludendolo con l'antica preghiera "Sub Tuum Praesidium" dedicata alla Vergine e con la preghiera a San Michele Arcangelo. Inoltre diversi vescovi nel mondo hanno chiesto la reintroduzione della preghiera a San Michele alla fine di ogni messa, in particolare:

### Stati Uniti
- Arcidiocesi di Portland, Oregon (Mons. Alexander K. Sample)
- Arcidiocesi di Kansas City, Kansas (Mons. Joseph Fred Naumann)
- Arcidiocesi di Hartford, Connecticut (Mons. Leonard P. Blair)
- Diocesi di Pittsburgh, Pennsylvania (Mons. David A. Zubik)
- Diocesi di Allentown, Pennsylvania (Mons. Alfred Andrew Schlert)
- Diocesi di Springfield, Illinois (Mons. Thomas J. J. Paprocki)
- Diocesi di Madison, Wisconsin (Mons. Robert C. Morlino)
- Diocesi di Bridegeport, Connecticut (Mons. Frank Joseph Caggiano)
- Diocesi di Knoxville, Tennessee (Mons. Richard Stika)
- Diocesi di Orange, California (Mons. Kevin W. Vann)
- Diocesi di Toledo, Ohio (Mons. Daniel E. Thomas)
- Diocesi di Gallup, Nuovo Messico (Mons. James S. Wall)

## Le riforme liturgiche successive
Aspetti teologici e dottrinali
Dal punto di vista teologico, qualsiasi sacerdote è anche un esorcista (Mt 10,8; Mc 16,17-18; Fil 2,10-11): in virtù e in forza del Sacramento dell'Ordine ricevuto, il sacerdote possiede il carisma dello Spirito Santo necessario e sufficiente ad avere l'autorità di allontanare i demoni nel nome di Gesù, fuori da persone e dimore, mediante la pronuncia di note preghiere esorcistiche.
L'atto esorcistico segue sempre e inesorabilmente con successo e buon fine la pronuncia del testo latino, a prescindere dalle qualità e dignità personali del singolo ministrante, e quindi in particolare dal fatto che abbia ricevuto o meno un formale incarico o diniego da parte di un vescovo. Se il singolo decide in libertà di coscienza di procedere comunque al rito, magari per il bene delle anime e la necessità del momento, mentre pronuncia l'esorcismo il sacerdote sta esercitando una funzione in persona Christi. Il potere di esorcizzare da sé stessi i demoni è attribuito anche ai singoli fedeli cristiani in virtù del cosiddetto sacerdozio battesimale, conseguente al sacramento che segna l'ingresso del fedele nella comunità che appartiene al Corpo Mistico.
Lo stesso fondante discorso teologico vale esattamente per la transustanziazione del pane e vino nel Corpo e Sangue di Gesù, al momento della Consacrazione durante la Santa Messa.
Il tema fu largamente e adeguatamente dibattuto nei primi secoli della Chiesa Cristiana, dando luogo alla condanna dell'eresia donatista, che sosteneva appunto che l'efficacia dei sacramenti potesse in qualche modo dipendere dalla dignità del ministrante (quando invece l'unico fattore che rileva è la fede e lo stato di grazia del richiedente).

Aspetti normativi
Attualmente esorcismi sono recitati in specifici casi dietro doppia autorizzazione del vescovo, che nomina il sacerdote esorcista e poi lo autorizza caso per caso ad intervenire. La nuova limitazione include la Preghiera a San Michele, drasticamente abbreviata e ora suggerita come forma di eccezione e per gli esorcismi di minore entità, laddove la pur breve tradizione precedente la considerava l'esorcismo più efficace nella più vasta casistica di possessione.

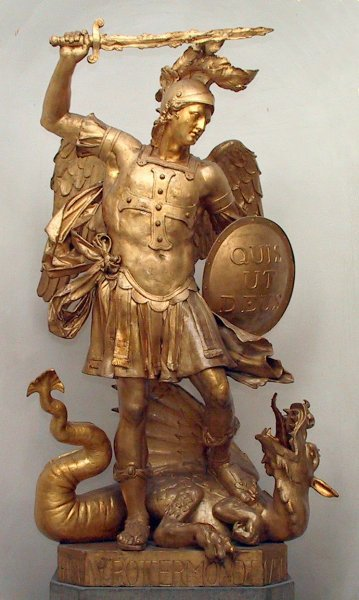
Statua dell'Arcangelo Michele, presso l'Università di Bonn, che tiene schiacciato sotto i piedi Satana, rappresentato come un dragone. Quis ut Deus? è la scritta sottostante: "Chi è come Dio?"

Al tempo del Concilio Vaticano II avviene una prima drastica limitazione della preghiera esorcistica, con la riforma del Messale e L'abolizione delle Preci Leonine dal fine Messa, anche su base volontaria di sacerdoti e fedeli. A questa riforma nel corso degli anni seguiranno altre limitazioni nel corso di riunioni di movimenti carismatici, e infine nella preghiera privata dei singoli o delle famiglie, in genere lasciata totalmente libera. Nel 1994 Giovanni Paolo II raccomandò nuovamente la recita delle Preci Leonine al termine della Messa.
La Lettera agli Ordinari riguardante le norme sugli esorcismi è un documento del 29 settembre (festività dei Tre Arcangeli) 1985, firmato dal Cardinale Joseph Ratzinger, all'epoca prefetto della Congregazione per la Dottrina della Fede e da mons. Alberto Bovone (segretario), e diramato in tutta la Chiesa cattolica.
Il documento richiama i vescovi all'applicazione del canone 1172 del Codice di Diritto Canonico dichiara:
(Lettera agli Ordinari riguardante le norme sugli esorcismi, 29 Settembre 1985)
Ribadendo il divieto ai fedeli di usare la formula dell'esorcismo contro Satana e gli angeli ribelli, conclude:
(Lettera agli Ordinari riguardante le norme sugli esorcismi, 29 settembre 1985)
Il canone comporta il divieto generale di esorcizzare sé stessi o una terza persona ritenuta posseduta da uno o più demoni, mentre nulla depone in merito al diritto di esorcizzare i demoni e la loro opera malefica avverso la Chiesa Cattolica o una specifica comunità cristiana, intesa come mistico tessuto di edifici sacri, riti e collettività di persone.

Può quindi trovare impiego per invocare la benedizione divina, la presenza degli angeli di Dio e la protezione spirituale contro i demoni della propria dimora famigliare. In tale aspetto, risulta più efficace di qualsiasi altra preghiera recitabile privatamente, ad eccezione del Santo Rosario.

## Testo
Esistono tre versioni autorizzate dell'esorcismo: Exorcismus in satanam et angelos apostaticos iussu Leonis XIII P. M. editus, pubblicato in Acta Sanctae Sedis, XXIII (1890-91); l'Exorcismus in satanam et angelos apostaticos, pubblicato nel Rituale Romano del 1952; la Supplicatio et exorcismus qui adhiberi possunt in peculiaribus adiunctis Ecclesiae, pubblicato nel De exorcismis et supplicationibus quibusdam del 1998.
L'esorcismo può essere recitato dal solo sacerdote (autorizzato dal vescovo come esorcista e ad adottare questa forma, dopo il Vaticano II) nei casi di presunta possessione diabolica. La preghiera delle Preci Leonine può essere sempre recitata dai fedeli, è considerata inefficace del tutto come esorcismo in caso di possessione già avvenuta, mentre è utile per prevenire che tale evento si manifesti. L'esorcismo può essere recitato dai fedeli in una serie di altre occasioni utili:
- l'esorcismo solenne e pubblico, fatto dal sacerdote (validamente ordinato) per liberare una persona posseduta unicamente col consenso del Vescovo diocesano;
- l'esorcismo privato, che tutti i fedeli, come nel caso di questa preghiera, possono recitare con frutto, da soli o in comune, in chiesa o fuori dalla chiesa. Questo sacramentale è consigliabile:
  - nelle tentazioni (di bestemmia, di impurità, di odio, di disperazione, ecc.);
  - nelle famiglie (discordie, epidemie, ecc.);
  - nella vita pubblica (immoralità, bestemmia, profanazione delle feste, scandali, ecc.);
  - nelle relazioni tra i popoli (guerre, ecc.);
  - nelle persecuzioni contro il clero e contro la Chiesa;
  - nelle malattie fisiche e spirituali, nei temporali, nell'invasione di animali nocivi.

La versione del 1884 era interamente recitabile anche dai fedeli. La differenza consisteva in pochi punti distinti per i chierici e nel pronunciare anche a voce le parole del Segno della Croce, tracciato con la mano destra ed eventuali sacramentali, nella parte della invocazione a Dio e ai Santi (omessa nella "versione light"), caratteristica ben nota e sempre presente nella preghiera di tipo esorcistico. 
I versi Ecce Crucem Domini, / fugite partes adversae, / vicit Leo de tribu Iuda, / Radix David! Alleluia, alleluia! erano presenti anche nell'Esorcismo Breve di Sant'Antonio di Padova, risalente al XIII secolo.
Testo latino riformato
La preghiera fu inserita, in forma estesa, in un esorcismo che lo stesso pontefice Leone XIII fece inserire nel Rituale Romanum: tale esorcismo, secondo le leggi della Chiesa Cattolica dopo il Vaticano II, può essere pronunciato solo da un sacerdote esorcista, autorizzato dal vescovo, mentre è raccomandata a ogni fedele la recita della preghiera a san Michele Arcangelo nella sua forma ridotta. Fino al 1964, questa forma integrale era tutta recitata privatamente dai fedeli, e al termine delle messe non cantate.
| In Nomine Patris, et Filii et Spiritus Sancti. Princeps gloriosissime caelestis militiae, sancte Michael Archangele, defende nos in proelio et colluctatione, quae nobis adversus principes et potestates, adversus mundi rectores tenebrarum harum, contra spiritualia nequitiae, in caelestibus. Veni in auxilium hominum, quos Deus creavit inexterminabiles, et ad imaginem similitudinis suae fecit, et a tyrannide diaboli emit pretio magno. Proeliare hodie cum beatorum Angelorum exercitu proelia Domini, sicut pugnasti contra ducem superbiae Luciferum, et angelos eius apostaticos: et non valuerunt, neque locus inventus est eorum amplius in coelo. Sed proiectus est draco ille magnus, serpens antiquus, qui vocatur diabolus et satanas, qui seducit universum orbem; et proiectus est in terram, et angeli eius cum illo missi sunt. En antiquus inimicus et homicida vehementer erectus est. Transfiguratus in angelum lucis, cum tota malignorum spirituum caterva late circuit et invadit terram, ut in ea deleat nomen Dei et Christi eius, animasque ad aeternae gloriae coronam destinatas furetur, mactet ac perdat in sempiternum interitum. Virus nequitiae suae, tamquam flumen immundissimum, draco maleficus transfundit in homines depravatos mente et corruptos corde; spiritum mendacii, impietatis et blasphemiae; halitumque mortiferum luxuriae, vitiorum omnium et iniquitatum. Ecclesiam, Agni immaculati sponsam, faverrimi hostes repleverunt amaritudinibus, inebriarunt absinthio; ad omnia desiderabilia eius impias miserunt manus. Ubi sedes beatissimi Petri et Cathedra veritatis ad lucem gentium constituta est, ibi thronum posuerunt abominationis et impietatis suae; ut percusso Pastore, et gregem disperdere valeant. Adesto itaque, Dux invictissime, populo Dei contra irrumpentes spirituales nequitias, et fac victoriam. Te custodem et patronum sancta veneratur Ecclesia; te gloriatur defensore adversus terrestrium et infernorum nefarias potestates; tibi tradidit Dominus animas redemptorum in superna felicitate locandas. Deprecare Deum pacis, ut conterat satanam sub pedibus nostris, ne ultra valeat captivos tenere homines, et Ecclesiae nocere. Offer nostras preces in conspectu Altissimi, ut cito anticipent nos misericordiae Domini, et apprehendas draconem, serpentem antiquum, qui est diabolus et satanas, ac ligatum mittas in abyssum, ut non seducat amplius gentes. | Nel nome del Padre, del Figlio e dello Spirito Santo. Gloriosissimo Principe della Milizia Celeste, Arcangelo San Michele, difendeteci in questa ardente battaglia contro tutte le potenze delle tenebre e la loro spirituale malizia. Venite in soccorso degli uomini creati da Dio a sua immagine e somiglianza e riscattati a gran prezzo dalla tirannia del demonio. Combattete oggi le battaglie del Signore con tutta l'armata degli Angeli beati, come già avete combattuto contro il principe dell'orgoglio lucifero ed i suoi angeli apostati; e questi ultimi non potettero trionfare e ormai non v'è più posto per essi nei cieli. Ma è caduto questo grande dragone, questo antico serpente che si chiama lo spirito del mondo, che tende trappole a tutti. Sì, è caduto sulla terra ed i suoi angeli sono stati respinti con lui. Ora ecco che, questo antico nemico, questo vecchio omicida, si erge di nuovo con una rinnovata rabbia. Trasfiguratosi in angelo di luce, egli nascostamente invase e circuì la terra con tutta l'orda degli spiriti maligni, per distruggere in essa il nome di Dio e del suo Cristo e per manovrare e rubarvi le anime destinate alla corona della gloria eterna, per trascinarle nell'eterna morte. Il veleno delle sue perversioni, come un immenso fiume d'immondizia, cola da questo dragone malefico e si trasfonde in uomini di mente e spirito depravato e dal cuore corrotto; egli versa su di loro il suo spirito di menzogna, di empietà e di bestemmia ed invia loro il mortifero alito di lussuria, di tutti i vizi e di tutte le iniquità. La Chiesa, questa Sposa dell'Agnello Immacolato, è ubriacata da nemici scaltrissimi che la colmano di amarezze e che posano le loro sacrileghe mani su tutte le sue cose più desiderabili. Laddove c'è la sede del beatissimo Pietro posta a cattedra di verità per illuminare i popoli, lì hanno stabilito il trono abominevole della loro empietà, affinché colpendo il pastore, si disperda il gregge. Pertanto, o mai sconfitto Duce, venite incontro al popolo di Dio contro questa irruzione di perversità spirituali e sconfiggetele. Voi siete venerato dalla Santa Chiesa quale suo custode e patrono; voi, glorioso difensore contro le nefaste potestà terrene e infernali; a Voi il Signore ha affidato le anime che un giorno occuperanno le sedi celesti. Pregate, dunque, il Dio della pace a tenere schiacciato satana sotto i nostri piedi, affinché non possa continuare a tenere schiavi gli uomini e a danneggiare la Chiesa. Presentate all'Altissimo, con le Vostre, le nostre preghiere, perché scendano presto su di noi le Sue Divine Misericordie e Voi possiate incatenare il dragone, il serpente antico satana ed incatenarlo negli abissi. Solo così non sedurrà più le anime. |

### Nelle Preci Leonine

Raffaello Sanzio, San Michele Arcangelo, 1518, Parigi, Louvre.

| In nomine Patris, et Filii et Spiritus Sancti. Sancte Míchaël Archángele, defénde nos in proélio; contra nequítiam et insídias diaboli esto præsídium. Imperet illi Deus, súpplices deprecámur: tuque, Prínceps milítiæ cæléstis, Sátanam aliósque spíritus malígnos, qui ad perditiónem animárum pervagántur in mundo, divína virtúte in inférnum detrúde. Amen. | Nel nome del Padre, del Figlio e dello Spirito Santo. San Michele Arcangelo, difendici nella lotta; sii nostro aiuto contro la cattiveria e le insidie del demonio. Che Dio eserciti il suo dominio su di lui, supplichevoli ti preghiamo: tu, che sei il Principe della milizia celeste, con la forza divina rinchiudi nell'inferno Satana e gli altri spiriti maligni che girano il mondo per portare le anime alla dannazione. Amen. |

### Forma abbreviata
Nel 1902 fu pubblicata una nuova edizione del rituale Romano, che conteneva una versione significativamente abbreviata della preghiera di San Michele privata del Segno Iniziale della Croce, dei paragrafi da 2 a 6, e della locuzione Te gloriatur defensore adversus terrestrium et infernorum nefarias potestates nel paragrafo 7. La forma abbreviata poteva essere recitata dai fedeli, ma era prevista anche come introduzione agli esorcismi.

### La Corona angelica
Antonia de Astonac, religiosa carmelitana portoghese, proclamata serva di Dio, compose nel 1751 una famosa e particolare preghiera all'Arcangelo Michele, in seguito a una rivelazione privata che avrebbe da lui ricevuto. Nel 1851 la preghiera, denominata Corona angelica, fu approvata da papa Pio IX, che la arricchì di numerose indulgenze.
La Corona angelica (o Coroncina angelica), detta anche Rosario di san Michele, è costituita da un'invocazione a Dio (il Gloria) seguita da una invocazione ciascuno dei nove cori angelici: ognuna delle nove invocazioni è composta da un Padre Nostro e tre Ave Maria.
Al termine delle nove invocazioni, si recitano quattro Padre Nostro:
- Un Pater in onore di San Michele Arcangelo;
- Un Pater in onore di San Gabriele Arcangelo;
- Un Pater in onore di San Raffaele Arcangelo;
- Un Pater in onore dell'Angelo Custode.

Per concludere, si recitano la preghiera di esorcismo di papa Leone XIII in forma breve, e le relative litanie a San Michele Arcangelo.

## Chiesa ortodossa
La liturgia bizantina contiene l'inno akathistos (lett. "da recitare in piedi") a San Michele Arcangelo, di origine greca. La Chiesa ortodossa celebra l'8 novembre la festa degli Arcangeli Michele e Gabriele, e delle potenze divine. L'inno è composto di 24 strofe, lette da una guida:
- 12 contacio, più brevi, cui segue un semplice “Alleluia", detto da tutti i presenti;
- 12 ikos, in cui due cori si alternano in sei acclamazioni di saluto per ogni strofa, e un'espressione sempre ripetuta da tutti ("Salve, Michele, grande Archistratega, con tutte le schiere celesti").

Questo inno Akatisto è quasi il solo conosciuto nell'ambiente di lingua greca, mentre nei paesi slavi sorsero altri Akathisti.

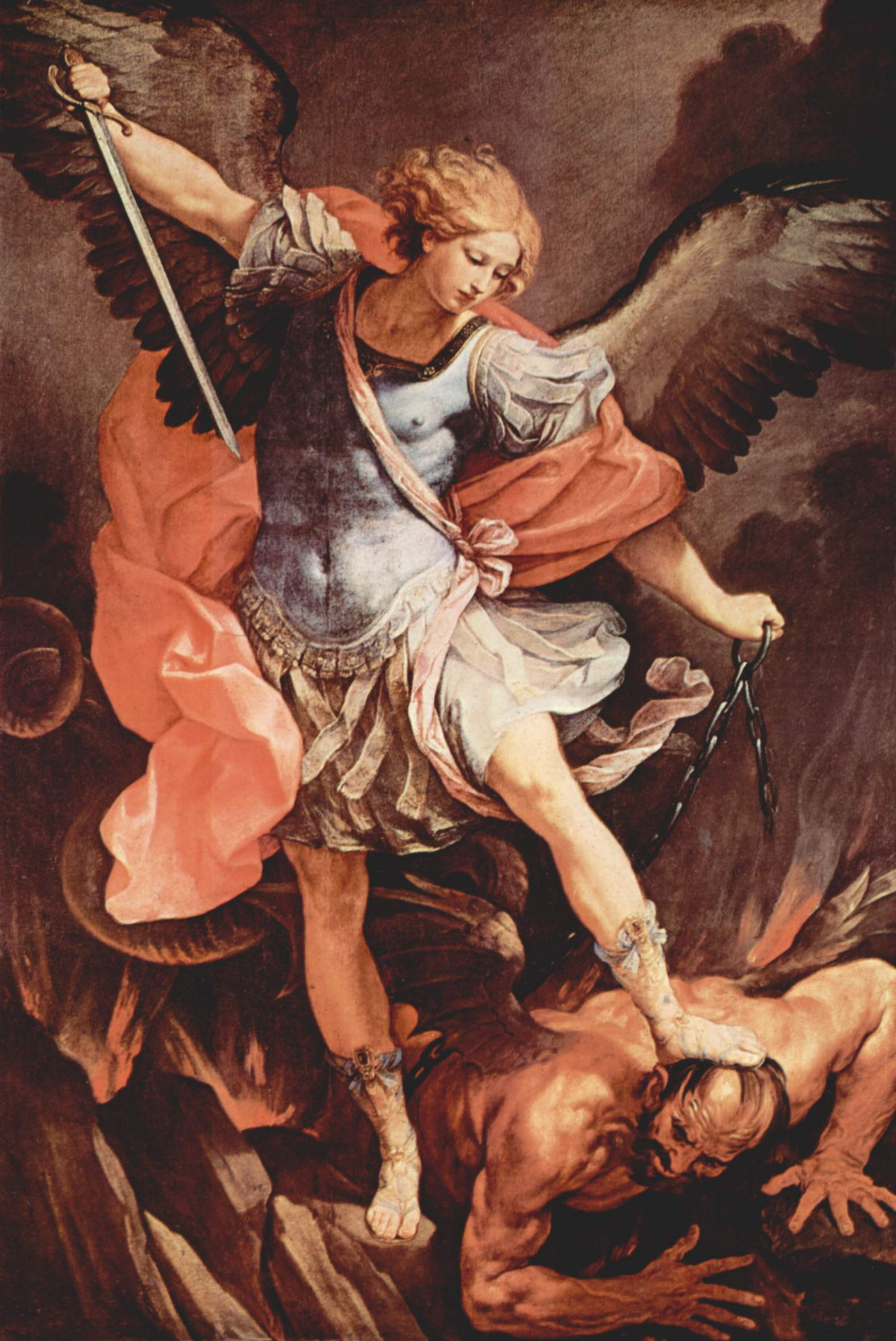
San Michele Arcangelo, Guido Reni, Santa Maria della Concezione, Roma, 1636.

Una versione più breve è la seguente, composto e musicato da San Nikolai Velimirovich, (vescovo di Žiča in Serbia, e letterato, 1880-1956), pubblicato nel Ochridski Prolog in lingua serba nel 1928. Il Prologo di Ohrid è una pubblicazione in due volumi che contiene le vite dei santi venerati dalla Chiesa ortodossa, arricchiti da inni, riflessioni e omelìe:
Archangel of God
Michael the Commander,
The sword-bearing servant
Of the Lord Most-high.
He stands before the Lord
With the heavenly hosts,
With the mighty angels
And the holy souls.
The greatest commander
Of the Greatest King,
Wherever he goes, he conquers
And works miracles.
He is the one whom Satan
Fears like flame,
For the commander of God
Stands for truth.
He stands for truth,
And upholds justice;
Fast as sight
He can be anywhere swiftly.
The commander of light,
He drives the impure away,
And with his wings
Protects the faithful.

## Altre preghiere

### Antica supplica di consacrazione all'Arcangelo San Michele
I. Gloriosissimo Arcangelo San Michele, che pieno di fede, di umiltà, di riconoscenza, di amore, lungi dall’aderire alle suggestioni del ribelle Lucifero, o di intimidirVi alla vista degli innumerevoli suoi seguaci, sorgeste anzi pel primo contro di lui ed animando alla difesa della causa di Dio tutto il rimanente delle Celesti Gerarchie, ne riportaste la più completa vittoria, ottenete a noi, Vi prego, la grazia di scoprire tutte le insidie, e resistere a tutti gli assalti di questi angeli delle tenebre, affinché, trionfando a Vostra imitazione dei loro sforzi, meritiamo di risplendere un giorno sopra quei seggi di gloria, da cui furono essi precipitati per non risalirvi mai più. Gloria a Dio.
II. Gloriosissimo Arcangelo San Michele, che destinato alla custodia di tutto il popolo Ebreo, lo consolaste nelle afflizioni, lo illuminaste nei dubbi, lo provvedeste di tutti i veri bisogni, fino a dividere i mari, a piover manna dalle nubi, a stillar acqua dai sassi, illuminate, Vi prego, consolate, difendete, e sovvenite in tutti i reali bisogni le anime nostre, e i corpi nostri, affinché, trionfando di tutti gli ostacoli che ad ogni passo s’incontrano nel pericoloso deserto di questa esistenza, possa arrivare con sicurezza a quel regno di luce, pace e di verità, di cui la Terra Promessa ai discendenti di Abramo non era che una smorta figura. Gloria a Dio.
III. Gloriosissimo Arcangelo San Michele, che, costituito capo e difensore della Cattolica Chiesa, la rendeste sempre trionfatrice della cecità dei gentili colla predicazione degli Apostoli, della crudeltà dei tiranni colla fortezza dei Martiri, della malizia degli eretici colla sapienza dei Dottori, e del mal costume del secolo colla purità delle Vergini, la santità dei Pontefici e la penitenza dei Confessori, difendetela continuamente dagli assalti de’ suoi nemici, liberatela dagli scandali de’ suoi figliuoli, affinché, mostrandosi sempre in aspetto glorioso, ci risparmi dall'ira divina e ci preservi sempre più fermi nella credenza de’ suoi dogmi, e perseveriamo sino alla morte nell'osservanza de’ suoi precetti. Gloria a Dio.
IV. Gloriosissimo Arcangelo San Michele, che siete assiso alla destra dei nostri altari per portare al trono regale dell'Eccelso le nostre preghiere e i nostri sacrifizi, assistetemi, Vi prego, in tutti gli esercizi della cristiana pietà, affinché compiendoli con costanza, con raccoglimento e fede, meritino di essere presentati per Vostro tramite all'Altissimo, e da Lui accettati come l'incenso in odore di grata soavità. Gloria a Dio.
V. Gloriosissimo Arcangelo San Michele, che, dopo Gesù, Maria e Giuseppe siete il più potente mediatore tra il Dio Vero Uomo e il genere umano, al cui piede s'inchinano confessando le proprie colpe le dignità le più sublimi di questa terra, riguardate, Vi prego, con cuore di misericordia la miserabile anima mia dominata da tante passioni, macchiata da tante iniquità, ed ottenetemi la grazia di superare le prime, e detestare le seconde, affinché, risorto una volta, non ricada mai più in uno stato sì indegno e luttuoso. Gloria a Dio.
VI. Gloriosissimo Arcangelo San Michele, che, come terror dei demoni, siete dalla divina bontà destinato a difenderci dai loro assalti nell'estrema battaglia, consolatemi, Vi prego, in quel terribile punto colla Vostra fedele presenza, aiutatemi col vostro insuperabil potere a trionfare di tutti quanti i nostri nemici, affinché, salvati per mezzo vostro dal peccato e dall'Inferno, possa esaltare per tutti i secoli la divina potenza e la misericordia di Dio, in Voi mostrata. Gloria a Dio.
VII. Gloriosissimo Arcangelo San Michele, che con premura più che paterna accedete pietosamente dal Regno di Dio nel tormentoso Purgatorio per liberarvi le anime intercedute e seco Voi le trasportate nella eterna beatitudine del Paradiso, fate, Vi prego, che, mediante una vita sempre santa e fervorosa, io meriti di andare esente da quelle pene sì atroci. Che se, per le colpe non conosciute, o non abbastanza piante e scontate, siccome già lo preveggo, mi vi andassi condannato per qualche tempo, perorate in allora presso il Signore la mia causa, movete tutti i miei prossimi a suffragarmi, affinché il più presto possibile entri in cielo a risplendere di quella luce casta e santissima che fu promessa ad Abramo ed a tutti i suoi discendenti. Gloria a Dio.
VIII. Gloriosissimo Arcangelo San Michele, destinato a squillare la tromba annunziatrice del Gran Giudizio finale, ed a precedere colla Croce il Figlio dell'Uomo nella gran valle, fate che il Signore mi prevenga con un giudizio di bontà e di misericordia in questa vita, castigandomi a norma delle mie colpe, affinché il mio corpo risorga insieme coi santi ad una immortalità beata e gloriosa, e si consoli il mio spirito alla vista di quel Redentore che formerà il gaudio e la consolazione di tutti quanti i salvati. Gloria a Dio.